# 알하사 정복
알하사 정복은 아크완 세력의 지원을 받아 사우디가 1913년에 실행했다.이 정복의 결과로, 오스만 주둔군이 1871년부터 다스리던 알하사의 오아시스를 빼앗을 수 있었다.
시아파의 종교적 공동체 지도자들은 1913년 빠르게 항복하고 사우디의 정치적 권위를 인정하는 대신, 자비를 구했으나, 알하사와 카티프에 있는 시아파 공동체는 철저한 감시와 잔혹한 대우를 받았다.

## 같이 보기
- 근대 중동의 군사적 충돌